# Nozuchi
Nozuchi (jap. 野槌) - japoński duch-potwór (yōkai), o pewnym podobieństwie do węża. W zależności od regionu nosi także nazwy: tsuchinoko i bachi-hebi. Żywi się m.in. zającami i wiewiórkami.

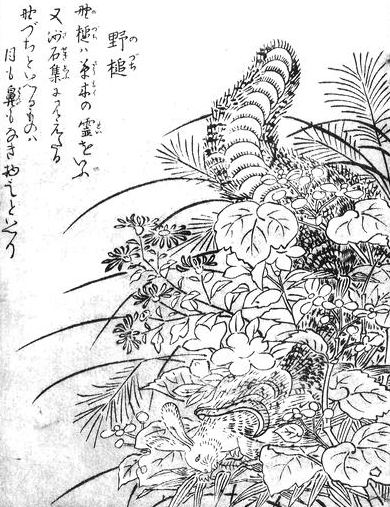
Wizerunek nozuchi w Konjaku Gazu Zoku Hyakki

To zwierzę-potwór nie ma: oczu, nosa, rąk, ani nóg. Posiada jedynie pysk, którym chwyta i pożera ludzi. Przedstawiany jest przeważnie w postaci przypominającej węża o średnicy ok. 15 cm i długości do 1 metra. Z wyglądu przypomina nieco młotek (stąd to słowo w jego nazwie, jap.: tsuchi lub udźwięcznione zuchi).